# Râul Porcăreț
Râul Porcăreț sau Râul Purcăreț este un afluent al râului Luncani. 

## Hărți
- Harta județului Hunedoara
- Harta Munții Șureanu  Arhivat în 11 mai 2012, la Wayback Machine.